# Pietro Coleberti
Pietro Coleberti (Piperno, circa 1397 – dopo il 1430) è stato un pittore italiano.

## Vita
La prima notizia relativa a Pietro Coleberti risale al 1422 quando egli compare come testimone in un atto notarile a Sermoneta. Ivi viene intitolato maestro - qualifica assunta solo dopo aver compiuto 25 anni di età. Nel 1427 compare un'altra volta in un atto notarile a Sermoneta. Nel 1430 realizza un vasto ciclo pittorico nella chiesa di S. Caterina a Roccantica  che raffigura otto scene della vita di santa Caterina d'Alessandria. L'iscrizione relativa indica oltre al nome e l'anno di esecuzione anche la provenienza del pittore, Piperno (l'attuale Priverno in provincia di Latina), ed il nome del committente: tale Armelleo de Esculo de' Bastoni, che fu nominato castellano e governatore di Roccantica nel 1427.
A Coleberti sono attribuite altre opere: un affresco del chiostro della chiesa di S. Francesco a Gubbio,  la Traslazione della Santa Casa,  un'Annunciazione a Priverno molto simile a quella di Roccantica  ed una Vergine con Bambino visibile sopra la porta maggiore nella chiesa di S. Maria Assunta a Sermoneta. In dubbio rimane l'attribuzione dei resti di un affresco nella cripta della chiesa di san Clemente a Velletri, rappresentante il martirio di san Eleuterio.

## Stile
Pietro Coleberti dipinge nello stile tardogotico del Lazio. Le sue figure sono slanciate e prendono a volte la forma "S". I tratti fisionomici tendono quasi ad apparire deformati dagli stati d'animo, sebbene in maniera moderata rispetto ad altri pittori dello stesso periodo. Le strutture architettoniche non sono in proporzione con le figure.

## Opere
- Ciclo di affreschi sulla vita di S. Caterina, chiesa di Santa Caterina d'Alessandria, Roccantica
- Vergine con il Bambino tra un santo vescovo e san Pietro, chiesa di Santa Maria Assunta, Sermoneta
- Giudizio Universale, cappella dell'Annunziata, Cori
- Annunciazione, chiesa di San Benedetto, Priverno
- Traslazione della Santa Casa, chiesa di San Francesco, Gubbio